# 艾倫·貝克 (虛構人物)
艾倫·貝克（英語：Ellen Baker）是东京书籍發行日本中學英語教科書《NEW HORIZON》2016—2020年度版登場的外國語指導助手。

## 概要
《NEW HORIZON》1966年始刊，2016年度選用率佔日本中學英語檢定教科書33.8%，居國內首位。不止東京書籍，日本中學英語教科書多以三學年登場人物共通、形成故事為編寫方針，而直到2012—2015年度版的《NEW HORIZON》都一直採用筆觸樸素的插畫。
東京書籍一直致力吸引對漫畫、動畫感興趣的人，2011年即出版參考書《在未來系NEW HORIZON再度學英語》（ミライ系NEW HORIZONでもう一度英語をやってみる），面向用《NEW HORIZON》學英語的前中學生，以「教科書登場人物後話」為題材，2016年度修訂則起用以前《未來系NEW HORIZON》插畫家電柱棒，插畫筆觸煥然一新。東京書籍對多社採訪，說明了以下意圖：
|  | 全球化時代強調英語教育的重要。因此，義務教育採取各種措施提高全民英語能力。說是全民，但也有學生並無興趣，所以想讓盡可能多的學生有學習意願，插畫改用學生都感興趣的筆觸。 |

Internetcom有「感受到擔當者的考量，其很好把握學校教育與吸引年輕一代的動畫文化兩者」的評價。角色設計者電柱棒對艾倫的設計理念表示「除了國籍，東京書籍甚麼要求都沒有，創作自由，總之我想創作自己見了都覺得可愛的角色」，人物形象則是「打算畫成感覺比教師更像朋友的親切角色」。

## 人物
貝克設定為來自美国麻薩諸塞州波士顿，接替同樣來自波士頓的前任（2012—2015年度版《NEW HORIZON》登場）瑪麗·布朗（Mary Brown），赴日任綠中學校外國語指導助手。金髮碧眼。2016年4月7日日本電視台「NEWS ZERO」介紹年齡為近30歲，為波士頓紅襪支持者。
Course 1（一年級用）卷首人物介紹提到弟弟邁克·貝克（Mike Baker）也赴日，開中華料理店。綠中學校所教學生有柔道部員安藤咲，足球部員伊藤光太，印度人、樂團成員迪帕·米特拉（Deepa Mitra），來自加拿大、對日本文化感興趣而留學的亚历克斯·格林（Alex Green）等。光太的姊姊伊藤繪美住在伦敦，2008年—2011年度版《NEW HORIZON》登場時是若葉中學校學生，同校的外國語指導助手是亚历克斯的親戚安·格林（Ann Green）。Course 2（二年級用）中咲去波士頓寄宿時，寄宿家庭的主人是回美國後的瑪麗·布朗。
美國裔日本演員米琪·克拉克（Miki Clark）在東京書籍售賣的教材用DVD飾演艾倫。

## 反響
2016年度開始不久的4月5日，Twitter出現了「弟弟剛開始讀中學，他拿回的英語教科書。登場人物不會太可愛了吧？」的推文，並附上Course 1的部份相片。此推文與當日「艾倫老師很可愛」的感想一同擴散，2日後轉發超5.5萬次，超5萬次。同時，艾倫的拼貼畫在Twitter流行，二次創作插畫在pixiv一下子發表，形成大量反響，Niconico動畫也有人以「很久來終於又有偶像資質角色」發表艾倫的原創角色歌曲，首日播放即超1萬次。
然而也有人擔憂未成年人，尤其是用《NEW HORIZON》的中學生會見到不適合（包含性表現）的二次創作，發出「用來教育的東西沒關係嗎」的聲音，東京書籍表示「弊社慮及學生學習英語的興趣，深加考量，希望能在靜謐的環境學習」。對此種反響的傳播，Excite表示與2002年永岡書店出版安徒生童話《紅舞鞋》繪本主人公卡倫博得人氣的過程相似，不同的則是「以Twitter為媒介，在大量的人中傳播。總之很快。成爲趨勢，帶上主題標籤，原推文轉發而擴散（中略）在全世界都容易見到的Twitter，話題一直擴散」。

### 尋求二次創作許可申請見解的發表
角色設計者電柱棒接受BuzzFeed Japan採訪時對過度的愛好者活動感到不安，表示「這只是學校教材，我擔心脫離教育現場產生騷動，會不會給監護人留下不好印象……」，但後來又在個人網站公開設定圖時表示「採訪文章傳播後，我感到自己引起不安的風格，笑了」，又寫下「真抱歉想得不夠多。請盡情享受，別太擔心」。
之後，有人在Twitter發表詢問著作權管理團體教科書著作權協會二次創作許可事項，得到否定答覆的事情，得到「別多管閒事」的回應，引發網路論戰。4月13日，東京書籍發表通訊稿 「關於TMNEW HORIZON角色」，向教科書著作權協會表明尋求二次創作許可申請見解：
|  | 英語學習越來越重要的時代，為了讓盡可能多的中學生有英語學習的意願，設定了這樣的角色。 （中略） 教材、圖書、網際網路等需要使用角色的情形下，請向教科書著作權協會（http://www.jactex.jp/）提出許可申請。明顯偏離上述角色設定目的等必須考慮的情形下，可能無法得到許可，敬請諒解。 |

對朝日新聞（withnews）採訪，東京書籍法務負責人澄清多次有監護人投訴教科書角色用於含性表現的二次創作，聲明「考慮社會責任，決定行動」是此通訊稿的意圖。對「不止不適合未成年人者，有無禁止一切二次創作意圖」的提問，則避開明說，表示「感謝提及教科書角色。希望能認識到培養支撐未來日本孩子教科書的特性」，及「若教科書品質下降，或用於商業，可能需要必要措施」的觀望態度。

## 商品
2017年LINE貼圖上架。2017年8月21日Eight Station株式會社在Twitter宣佈2018年版日曆發售，是當時唯一商品化的學校教材，2017年9月發售，共3種商品。

## 外部連結
- 貓元氣 （页面存档备份，存于） - 角色設計者電柱棒個人網站